# Церковь Собора Дивеевских Святых
Церковь Собора Дивеевских святых — православный храм-часовня в Мещанском районе Москвы, на патриаршем подворье Серафимо-Дивеевского монастыря. Первый храм в честь праздника Собора Дивеевских святых.

## История
В 1909 году потомственным москвичом храмоздателем Спасо-Преображенского собора Дивеевского монастыря Фёдором Васильевичем Долгинцевым для Московского подворья был куплен участок земли с постройками на 1-й Мещанской улице (ныне проспект Мира, 20).
В 1911—1912 годах по проекту архитектора Петра Харко здание было перестроено и в нём устроена часовня преподобного Серафима Саровского. Часовня была украшена изображением преподобного Серафима и увенчана куполом с тремя главами.
В 1914—1915 годах в глубине двора был выстроен трехэтажный каменный жилой корпус для сестер монастыря, который к нашему времени не сохранился. На подворье постоянно жили 12 сестер.
В 1929 году подворье было закрыто, а здание значительно перестроено.

### Возрождение
Строительство Московского подворья Дивеевского монастыря началось в конце 1990-х годов.
25 июля 2002 года был издан указ Алексия II о возрождении Патриаршего подворья Дивеевского монастыря. В связи с невозможностью передачи подворью его исторического здания было благословлено строительство нового здания на участке между домами 22 и 24 по проспекту Мира. К 2004 году проект был готов и проходил процедуры согласования.
В 2005 году Правительство Москвы выделило участок для строительства зданий Патриаршего подворья по утверждённому проекту. В этом же году на территории строительства была устроена временная часовня для совершения молебнов и чтения псалтири, стали приниматься поминовения для Серафимо-Дивеевского монастыря.
16 мая 2008 года по благословению Святейшего Патриарха Алексия II на московском подворье Дивеевского монастыря архиепископ Нижегородский и Арзамасский Георгий совершил чин освящения закладного камня первого храма-часовни в честь нового праздника Собора Дивеевских святых. Праздник отмечается 27 июня, на следующий день после празднования дня памяти основательницы Дивеевского монастыря матушки Александры.
Автор проекта стал Александр Шипков — заслуженный архитектор Российской Федерации, член Союз архитекторов России с 1962 года, академик международной организации «Северный Форум».
В ноябре 2008 года начались работы над трёхъярусным иконостасом. В июле 2009 года велись работы по созданию мозаичных икон для размещения на внешней стороне стен.
В ночь с 1 на 2 февраля на временном антиминсе архиепископ Георгий совершил первую Божественную литургию.
5 февраля 2011 года архиепископ Георгий по благословению Святейшего Патриарха Московского и всея Руси Кирилла совершил чин малого освящения престола. К этому времени строительные работы в храме еще продолжались.
18 июня 2011 года архиепископ Георгий освятил часовню в честь преподобного Серафима Саровского, находящуюся во внутренних покоях на втором этаже.
24 сентября митрополит Георгий совершил чин освящения колоколов, которые уже были подняты на колокольню подворья.

## Святыни
В храме имеется частица мощей преподобного Серафима Саровского.